# Hipódromo
El hipódromo es una arena apta para disputar carreras de caballos. El interior tiene gradas en el perímetro, y el centro está formado de tierra o hierba. En el centro se dispone un óvalo bordeando las gradas que forma la pista. En la pista se disputan carreras de caballos.

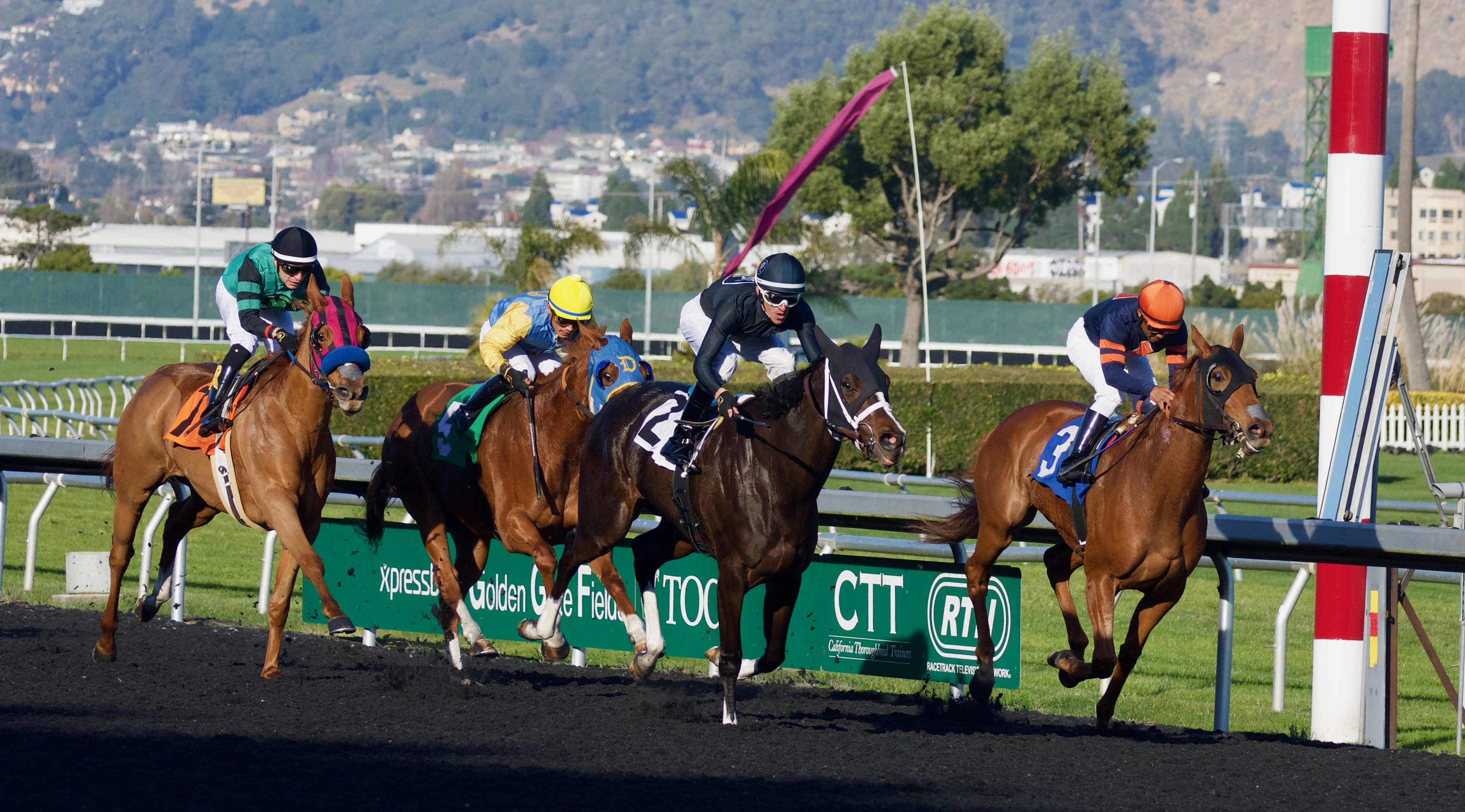

Las pistas pueden ser de tierra (arena) o de hierba (césped). En las de tierra se disputan carreras de galope o de trotón mientras que las de hierba son para carreras de galope, con o sin saltos. En el recinto, la gente que entra a ver las carreras tiene la posibilidad de hacer apuestas.

## Hipódromos de América

### Hipódromos en Argentina

#### Oficiales
Lotería Nacional
- Hipódromo Argentino de Palermo, en Buenos Aires, donde se disputa el Gran Premio Nacional.

Lotería de la Provincia
- Hipódromo de San Isidro, en San Isidro, donde se disputa el Gran Premio Carlos Pellegrini.
- Hipódromo de La Plata, en La Plata, donde se disputa el Gran Premio Internacional Dardo Rocha.
- Hipódromo de Tandil, en Tandil.
- Hipódromo de Azul, en Azul.
- Hipódromo Ciudad de Dolores, en Dolores.

Grupo Slots
- Hipódromo La Punta, en La Punta.

#### No oficiales
- Nuevo Hipódromo de Las Flores, en Santa Fe.
- Hipódromo Independencia, en Rosario.
- Hipódromo de Mendoza, en Mendoza.
- Hipódromo de Córdoba, en Córdoba.
- Hipódromo de Río Cuarto, en la Río Cuarto.
- Hipódromo de San Francisco, en San Francisco.
- Hipódromo de Villa María, en Villa María.
- Hipódromo de Tucumán, en Tucumán.
- Hipódromo de Viedma, en Viedma.
- Hipódromo Rivadavia, en la San Juan.
- Hipódromo de Venado Tuerto, en Venado Tuerto.
- Hipódromo 27 de abril, en Santiago del Estero.
- Hipódromo de San Carlos de Bariloche, en San Carlos de Bariloche.
- Hipódromo de Neuquén, en Ciudad de Neuquén.
- Club Hípico de Olavarría, en Olavarría.
- Hipódromo 25 de mayo, en 25 de mayo.
- Hipódromo de Cambá Paso, en Concordia.
- Hipódromo de Colón, en Colón.
- Hipódromo de Gualeguay, en Gualeguay.
- Hipódromo de Gualeguaychú, en Gualeguaychú.
- Hipódromo de La Paz, en La Paz.
- Hipódromo de Villaguay, en Villaguay.
- Hipódromo Status, en Victoria.
- Hipódromo Uruguay, en Concepción del Uruguay.
- Hipódromo de Esquel, en Esquel.
- Hipódromo de Villa Mercedes, en Villa Mercedes.
- Hipódromo de Gálvez, en Gálvez.
- Hipódromo de San Jorge, en San Jorge.
- Hipódromo de Bell Ville, en Bell Ville.
- Hipódromo de Villa Dolores, en Villa Dolores.
- Hipódromo General Madariaga, en Paso de los Libres.
- Hipódromo de Santa Rosa, en Ciudad de Santa Rosa.
- Hipódromo de Huinca Renancó, en Huinca Renancó.
- Hipódromo de Trelew, en Trelew.
- Hipódromo Dr. Eduardo Justo Napolitani, en Rada Tilly.
- Hipódromo de Dolavon, en Dolavon.
- Hipódromo de Lamarque, en Lamarque.
- Hipódromo Cahuel, en General Pico (Cerrado).
- Hipódromo de Mar del Plata, en Mar del Plata (Cerrado).
- Hipódromo de Bella Italia, en Bella Italia (Cerrado).
- Hipódromo de Oro Verde, en Oro Verde (Cerrado).
- Hipódromo de San Luis, en San Luis (Cerrado).
- Hipódromo de Junín, en Junín (Desaparecido).
- Hipódromo de Limache, en Salta (Desaparecido).
- Hipódromo de Paraná, en Paraná (Desaparecido).
- Hipódromo de Rafaela, en Rafaela (Desaparecido).

### Hipódromos en el Brasil
- Hipódromo de La Gávea, en Río de Janeiro, donde se disputa el Grande Prêmio Brasil, pertenece al Jockey Club Brasileiro.
- Hipódromo de Cidade Jardim, en São Paulo, donde se disputa el Grande Prêmio São Paulo, pertenece al Jockey Club de São Paulo.
- Hipódromo do Cristal, en Porto Alegre, donde se disputa el Grande Prêmio Bento Gonçalves, pertenece al Jockey Club do Rio Grande do Sul.
- Hipódromo do Tarumã, en Curitiba, donde se disputa el Grande Prêmio Paraná, pertenece al Jockey Club do Paraná.
- Hipódromo Edmilson Moreira, en Sobral, pertenece al Derby Club Sobralense.
- Hipódromo de Aquiraz, en Aquiraz, pertenece al Jockey Club Cearense.
- Hipódromo da Madalena, en Recife, pertenece al Jockey Club de Pernambuco.
- Hipódromo da Lagoinha, en Goiânia, pertenece al Jockey Club de Goiás.
- Hipódromo de São Vicente, en São Vicente, pertenece al Jockey Club de São Vicente (Cerrado).
- Hipódromo de Uvaranas, en Ponta Grossa, pertenece al Jockey Club Pontagrossense (Cerrado).
- Hipódromo do Amorim, en Cachoeira do Sul, pertenece al Jockey Club de Cachoeira del Sul.
- Hipódromo da Tablada, en Pelotas, pertenece al Jockey Club de Pelotas.

### Hipódromos en Chile

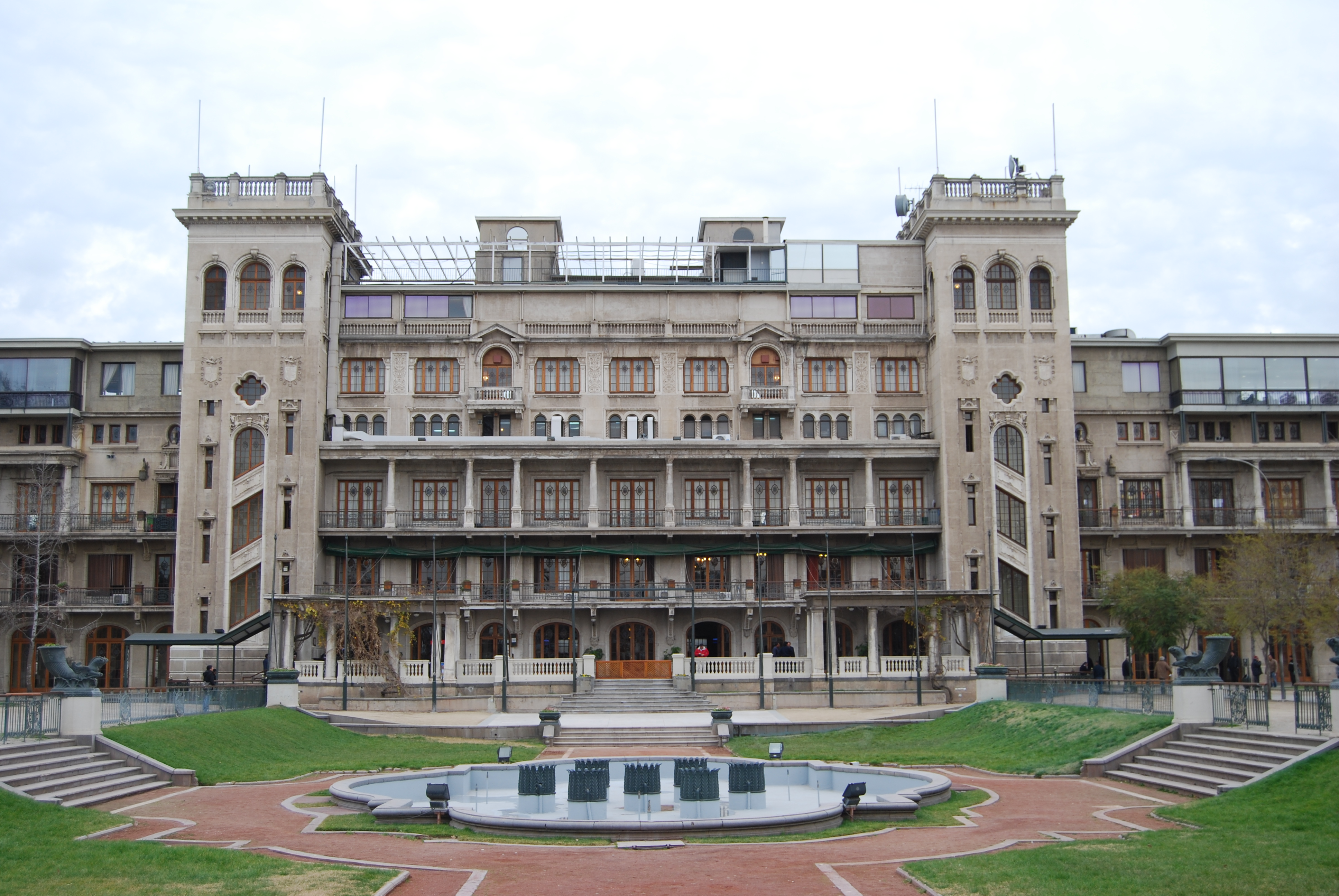
Club Hípico de Santiago, Chile.

- Club Hípico de Santiago, en Santiago, donde se disputa el Clásico El Ensayo y el Clásico Club Hípico de Santiago.
- Hipódromo Chile, en Independencia, donde se disputa el Clásico St. Leger y el Gran Premio Hipódromo Chile.
- Valparaíso Sporting, en Viña del Mar, donde se disputa el Derby de Chile.
- Club Hípico de Concepción, en Hualpén, donde se disputa el Clásico Club Hípico de Concepción.
- Club Hípico de Punta Arenas en Punta Arenas donde se disputa el Clásico Club Hípico de Punta Arenas

### Hipódromos en Colombia
- Parque Hipódromo El Rosal, en El Rosal. (Cerrado)
- Hipódromo San Francisco, en La Paz (Cerrado)
- Hipódromo Los Comuneros, en Guarne (Cerrado).

### Hipódromo en el Ecuador
- Hipódromo Miguel Salem Dibo, en Guayaquil.

### Hipódromo en el Paraguay
- Hipódromo de Asunción, en Asunción. Pertenece al Jockey Club del Paraguay.

### Hipódromos en el Perú
- Hipódromo de Monterrico, en Lima, donde se disputa el Derby Nacional. Pertenece al Jockey Club del Perú.
- Hipódromo de Arequipa, en Arequipa. Pertenece al Jockey Club de Arequipa.

### Hipódromos en el Uruguay
Hípica Rioplatense Uruguay S.A.
- Hipódromo de Maroñas, en Montevideo donde se disputa el Gran Premio José Pedro Ramírez.
- Hipódromo de Las Piedras, en Las Piedras.

Sistema Integrado Nacional del Turf
- Hipódromo Real de San Carlos, en Colonia del Sacramento.
- Hipódromo San Félix, en Paysandú.
- Hipódromo Romeo Paggiola, en Melo.
- Hipódromo Irineo Leguisamo, en Florida.

Entidades Turfísticas del Interior
- Hipódromo Independencia, en Durazno.
- Hipódromo de Salto, en Salto.
- Hipódromo Mario Carminatti, en Fray Bentos.
- Hipódromo Carlos Gardel, en San José de Mayo.
- Hipódromo Viera y Benavídez, en Mercedes.
- Hipódromo Ituzaingó, en Flores.
- Hipódromo Municipal de Rocha, en Rocha.
- Hipódromo de Maldonado (Desaparecido), en Maldonado.

### Hipódromos en Venezuela
- Hipódromo La Rinconada, en Caracas, donde se disputa el Gran Premio Clásico Simón Bolívar.
- Hipódromo de Valencia, en Valencia, en el estado de Carabobo.
- Hipódromo de Santa Rita, en el Municipio Santa Rita, en el estado de Zulia (Cerrado).
- Hipódromo de Rancho Alegre, en la Ciudad Bolívar, en el estado de Bolívar.
- Hipódromo de Paraguaná, en Punto Fijo, en el estado de Falcón.

### Hipódromo de Centroamérica

#### Hipódromo en Panamá
- Hipódromo Presidente Remón, en Panamá.

### Hipódromos del Caribe

#### Hipódromo en Barbados
- Hipódromo Garrison Savannah, en Bridgetown.

#### Hipódromo en Jamaica
- Parque Caymanas, en Kingston.

#### Hipódromo en Puerto Rico
- Hipódromo Camarero, en Canóvanas, pertenece a Camarero Race Track Corporation.

#### Hipódromo en República Dominicana
- Hipódromo V Centenario, en Santo Domingo.

#### Hipódromos en San Cristóbal y Nieves
- Hipódromo Beaumont Park, en Dieppe Bay, Isla de San Cristóbal.
- Hipódromo Indian Castle, en Indian Castle, Isla Nieves.

#### Hipódromo en Trinidad y Tobago
- Parque Santa Rosa, en Arima.

### Hipódromos de Norteamérica

#### Hipódromos en Canadá
National Thoroughbred Racing Association
- Woodbine Racetrack, en Toronto donde se disputa el Canadian International. Pertenece al Woodbine Entertainment Group.

Otros Hipódromos
- Assiniboia Downs, en Winnipeg.
- Century Mile, en Edmonton
- Evergreen Park, en Grande Prairie.
- Fort Erie Race Track, en Fort Erie.
- Hastings Racecourse, en Vancouver.
- Northlands Park, en Edmonton (Cerrado).
- Rocky Mountain Turf Club, en Lethbridge.

#### Hipódromos en Estados Unidos
National Thoroughbred Racing Association
- Churchill Downs, en Louisville, donde se disputa el Kentucky Derby.
- Pimlico Race Course, en Baltimore, donde se disputa el Preakness Stakes. Pertenece a Stronach Group.
- Belmont Park, en Elmont, donde se disputa el Belmont Stakes.
- Aqueduct Racetrack, en Nueva York.
- Canterbury Park, en Shakopee.
- Hipódromo Del Mar, en Del Mar.
- Hipódromo Fair Grounds, en Nueva Orleans.
- Golden Gate Fields, en Albany.
- Gulfstream Park, en Hallandale Beach.
- Horseshoe Indianapolis (Ex-Indiana Grand Race Course), en Shelbyville.
- Keeneland Racecourse, en Lexington.
- Kentucky Downs, en Franklin.
- Laurel Park, en Laurel
- Hipódromo Los Alamitos, en Los Alamitos.
- Santa Anita Park, en Arcadia.
- Saratoga Race Course, en Saratoga Springs.
- Suffolk Downs, en Boston (Cerrado).
- Hipódromo y Casino de Sunland Park, en Sunland Park.
- Turfway Park, en Florence.

Otros Hipódromos
- Albuquerque Downs, en Albuquerque.
- Arlington Park, en Arlington (Cerrado).
- Belterra Park, en Cincinnati.
- Hollywood Casino at Charles Town Races, en Charles Town.
- Chippewa Downs, en Belcourt.
- Delta Downs, en Vinton.
- Ellis Park, en Henderson.
- Emerald Downs, en Auburn.
- Hipódromo y Casino Evangeline Downs, en Opelousas.
- FanDuel Sportsbook and Horse Racing (Ex-Fairmount Park), en Collinsville.
- Finger Lakes Gaming & Racetrack, en Farmington (Nueva York).
- Fonner Park, en Grand Island.
- Fort Pierre Racetrack, en Pierre.
- Hawthorne Racecourse, en Stickney.
- Hazel Park, en Hazel Park.
- Hialeah Park, en Hialeah.
- Horsemen's Park, en Omaha.
- Parque Lone Star, en Grand Prairie.
- Louisiana Downs, en Bossier City.
- Mahoning Valley Race Course, en Youngstown.
- Oaklawn Park, en Hot Springs.
- Parx Racing, en Bensalem.
- Penn National, en Grantville.
- Presque Isle Downs & Casino, en Erie
- Portland Meadows, en Portland.
- Prairie Meadows, en Altoona.
- Remington Park, en Oklahoma City.
- Retama Park, en San Antonio.
- Rillito Park, en Tucson.
- Hipódromo de Ruidoso Downs, en Ruidoso Downs.
- Sam Houston Race Park, en Houston.
- Sunray Park, en Farmington (Nuevo México).
- Sweetwater Downs, en Rock Springs.
- Tampa Bay Downs, en Oldsmar.
- Hipódromo Turf Paradise, en Phoenix.
- Will Rogers Downs, en Claremore.
- Zia Park, en Hobbs.

#### Hipódromos en México
- Hipódromo de las Américas, en Ciudad de México.

## Hipódromos en Europa

### Hipódromos en España
Jockey Club Español
- Hipódromo de la Zarzuela, en Madrid, donde se disputa el Gran Premio de Madrid.
- Hipódromo Municipal de San Sebastián, en el barrio de Zubieta, donde se disputa la Copa de Oro de San Sebastián – Donostiako Urrezko Kopa.
- Gran Hipódromo de Andalucía, en Dos Hermanas.
- Hipódromo de Pineda, en Sevilla.

Jockey Club Galicia
- Hipódromo de Antela (gl), en Ginzo de Limia.

Otros
- Hipódromo de Gran Canaria, en Vecindario.

### Hipódromos en Francia
- Hipódromo de Chantilly, en Chantilly. Pertenece a la organización France Galop.
- Hipódromo de Deauville-La Touques, en Deauville. Pertenece a la organización France Galop.
- Hipódromo de Longchamp, en París, donde se disputa el Qatar Prix de l'Arc de Triomphe. Pertenece a la organización France Galop.
- Hipódromo de Saint-Cloud, en París. Pertenece a la organización France Galop.

### Hipódromo en Austria
- Hipódromo de Magna Racino, en Viena, donde se disputa el Derby de Austria.

### Hipódromos en Portugal

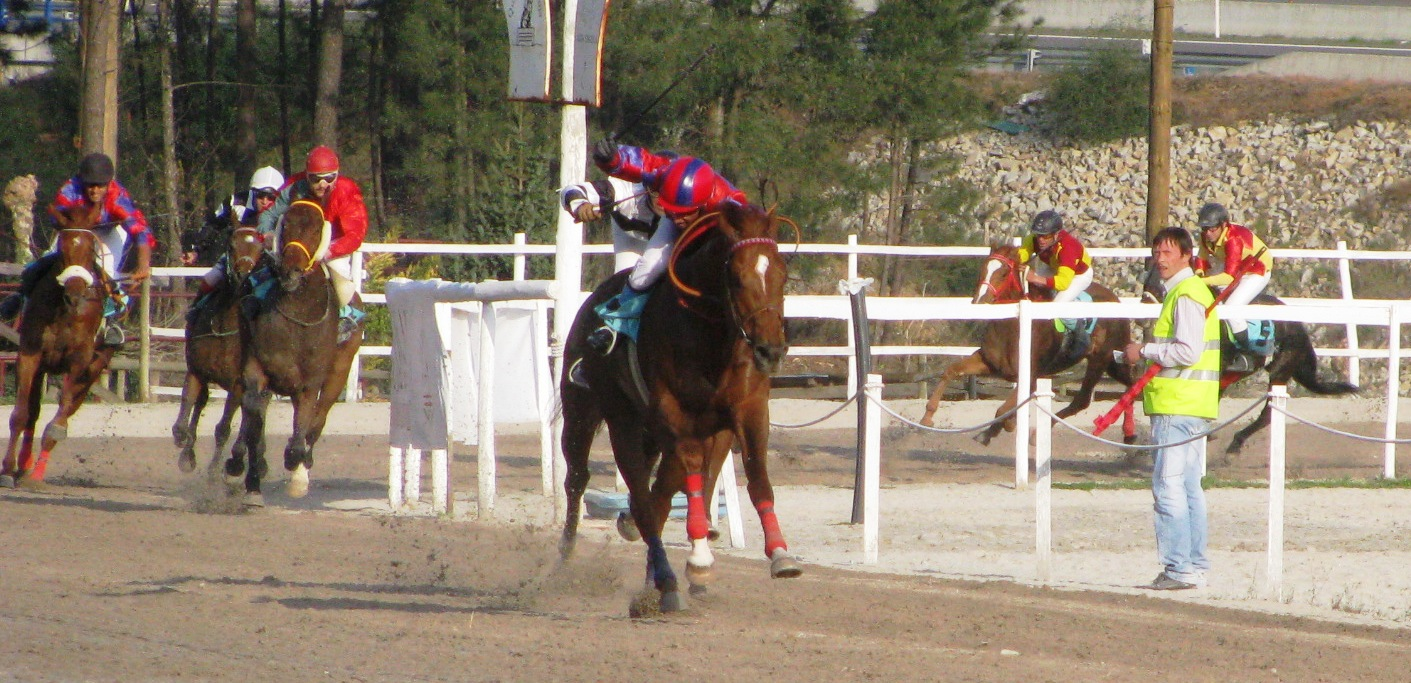
Quinta da Granja

- Hipódromo Municipal de Silva Escura na Maia, en Maia.
- Hipódromo Fundação de Alter Real, en Alter do Chão.
- Hipódromo da Quinta da Granja, en Felgueiras.
- Hipódromo Municipal de Cabeceiras de Basto, en Cabeceiras de Basto.
- Hipódromo de Celorico de Bastos, en Celorico de Basto.
- Hipódromo Municipal de Famalicão, en Vila Nova de Famalicão.
- Hipódromo Municipal da Golegã, en Golegã.
- Hipódromo Viatodos, en Viatodos.

### Hipódromos en el Reino Unido

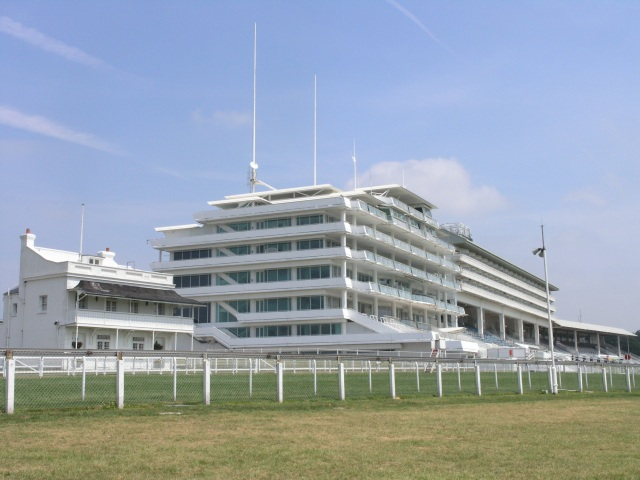
Epson Downs

- Ascot Racecourse, en Ascot, Berkshire , donde se disputa el Ascot Gold Cup.
- Aintree Racecourse , en Aintree, donde se disputa el Grand National.
- Doncaster Racecourse, en Doncaster, donde se disputa el St Leger Stakes.
- Epsom Downs, en Epson (Surrey) , donde se disputa el Epson Derby.
- Rowley Mile Course (Newmarket Racecourses), en Newmarket ((Inglaterra) donde se disputa el 2000 Guineas.

### Hipódromos en Italia
- Hipódromo de Agnano, en Nápoles, donde se disputa el "Gran Premio Lotteria di Agnano".
- Hipódromo de Capannelle, en Roma, donde se disputa el "Derby Italiano". Pertenece al Hippogroup.
- Hipódromo de San Siro, en Milán.

### Hipódromos en Irlanda
- Curragh Racecourse, en Condado de Kildare, donde se disputa el Dubai Duty Free Irish Derby.
- Hipódromo de Cork
- Hipódromo de Limerick

### Hipódromos en Bélgica
Jockey Club de Bélgica
- Hipódromo de Valonia, en Mons-Ghlin (cerca de Bruselas).
- Hippodrome Wellington, en Ostende.

### Hipódromo en los Países Bajos
- Renbaan Duindigt, en Duindigt, donde se disputa el Derby de los Países Bajos.

### Hipódromos en Dinamarca
Dansk Galop
- Klampenborg Galopbane, en Copenhague.
- Aalborg Væddeløbsbane, en Aalborg.
- Fyens Væddeløbsbane, en Odense.
- Jydsk Væddeløbsbane, en Aarhus.

### Hipódromo en Noruega
- Øvrevoll Galoppbane, en Bærum.

### Hipódromos en Suecia
Svensk Galopp
- Bro Park, en Upplands-Bro (cerca de Estocolmo).
- Jägersro Galopp, en Malmö.
- Göteborg Galopp, en Gotemburgo.

### Hipódromo en Croacia
- Hipódromo de Zagreb, en Zagreb.

### Hipódromos en Polonia
- Hipódromo de Służewiec, en Varsovia.
- Partynice Racecourse, en Breslavia.
- Hipodrom Sopot, en Sopot.

### Hipódromos en República Checa
- Hipódromo de Brno, en Brno.
- Hipódromo de Karlovy Vary, en Karlovy Vary.
- Hipódromo de Kolesa, en Kolesa.
- Hipódromo de Lysá nad Labem, en Lysá nad Labem.
- Hipódromo de Mimoň, en Mimoň.
- Hipódromo de Most, en Most.
- Hipódromo de Netolice, en Netolice.
- Hipódromo de Pardubice, en Pardubice.
- Hipódromo de Slušovice, en Slušovice.
- Hipódromo de Světlá Hora, en Světlá Hora.
- Hipódromo de Velká Chuchle, en Praga.

### Hipódromos en Eslovaquía
- Hipódromo de Bratislava, en Bratislava.
- Hipódromo de Senica, en Senica.
- Hipódromo de Šurany, en Šurany.
- Hipódromo de Topolčianky, en Topolčianky.

### Hipódromos en Turquía
- Hipódromo İstanbul Veliefendi, en Estambul.
- Hipódromo Adana Yeşiloba, en Adana.
- Hipódromo Ankara 75. Yıl, en Ankara.
- Hipódromo Antalya, en Antalya.
- Hipódromo Bursa Osmangazi, en Bursa.
- Hipódromo Diyarbakır, en Diyarbakır.
- Hipódromo Elazığ, en Elazığ.
- Hipódromo İzmir Şirinyer, en Esmirna.
- Hipódromo Kocaeli Kartepe, en İzmit.
- Hipódromo Şanlıurfa, en Sanliurfa.

### Hipódromo en Chipre
- Nicosia Race Club, en Nicosia.

### Hipódromo en Grecia
- Centro Olímpico Ecuestre Markopoulo, en Atenas.

### Hipódromo en Azerbaiyán
- Centro Ecuestre de Bina, en Bakú.

## Hipódromos de Asia

### Hipódromo en Baréin
- Rashid Equestrian and Horseracing Club, en Riffa.

### Hipódromo en Catar
- Al Rayyan Race Course, en Doha.

### Hipódromos en China
Hong Kong Jockey Club
- Hipódromo de Sha Tin, en Hong Kong.
- Hipódromo del Valle Feliz, en Hong Kong.

Macao Jockey Club
- Hipódromo de la Isla Taipa, en Macao.

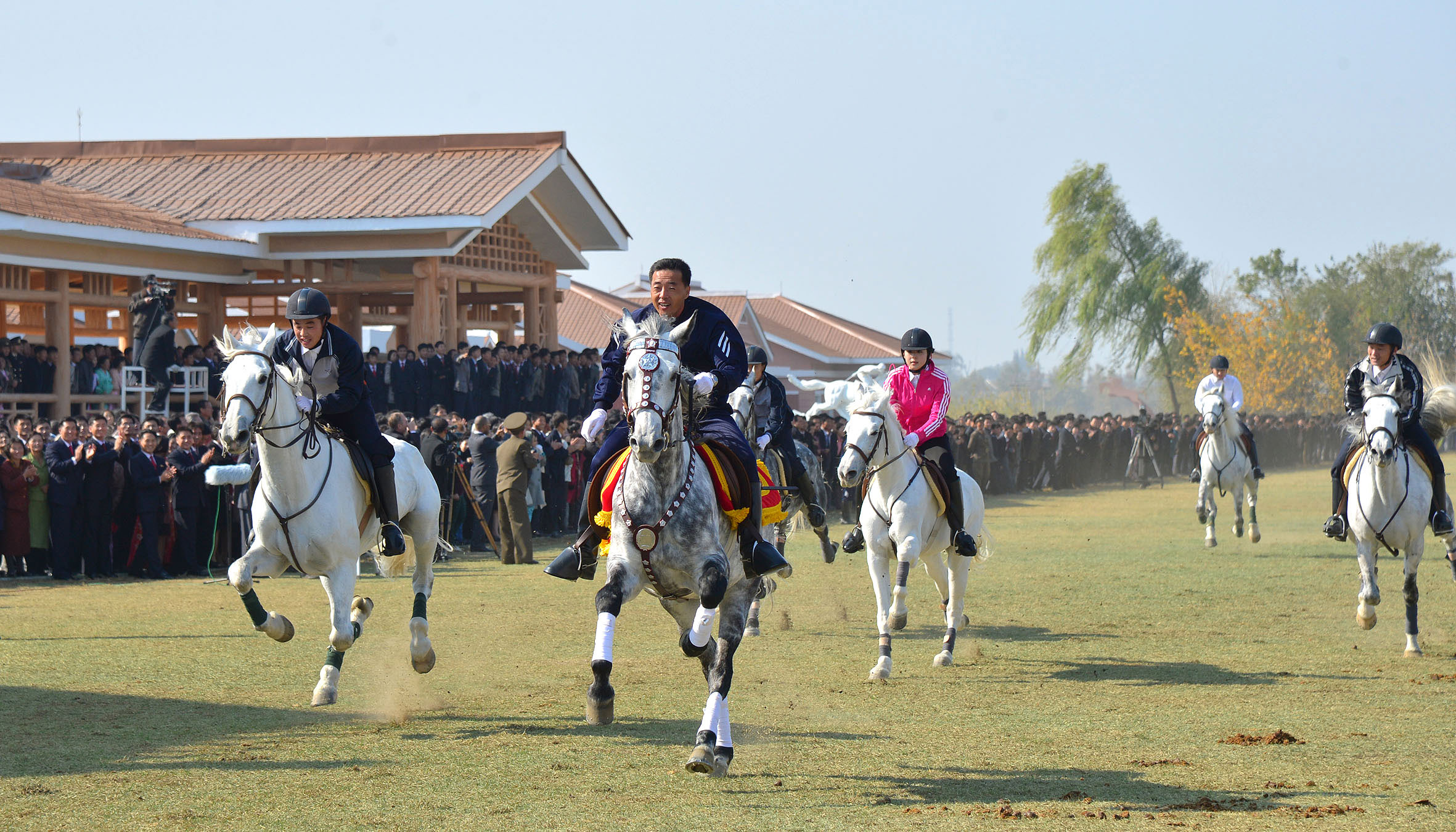
Club de equitación de Mirim.

### Hipodrómos en Corea del Norte
Mirim equestrian horse riding club
- Hipodrómo de Pionyang

### Hipódromos en Corea del Sur
Korea Racing Authority
- Hipódromo de Seúl (Seúl)
- Hipódromo de Busan–Gyeongnam (Busan)
- Jeju Race Park (Ciudad de Jeju) - Jeju horse race

### Hipódromos en los Emiratos Árabes
Emirates Racing Authority
- Hipódromo de Meydan, en Dubái, se disputa la Copa mundial de Dubái. Pertenece al Dubái Racing Club.
- Club ecuestre de Abu Dabi, en Abu Dabi.
- Hipódromo de Jebel Ali, en Dubái.
- Club de carreras y ecuestre Sharjah, en Sharjah.
- Al Ain Racecourse, en Al Ain.

### Hipódromos en Filipinas
Philippine Racing Commission
- Metro Manila Turf Club (Malvar y Tanauan, Batangas)
- San Lazaro Park (Carmona, Cavite)
- Santa Ana Park (Naic)

### Hipódromos en India
Bangalore Turf Club
- Bangalore Race Course

Chennai (Madras) Race Club
- Chennai (Madras/Guindy) Race Course
- Udhagamandalam (Ooty) Race Course

Delhi Turf Club
- Delhi Race Course

Hyderabad Turf Club
- Hyderabad Race Course

Mysore Turf Club
- Mysore Race Course

Royal Kolkata Turf Club
- Kolkata Race Course

Royal Western India Turf Club Ltd.
- Mumbai (Mahalakshmi) Race Course
- Pune Race Course

### Hipódromos en Japón
Japan Racing Association
- Hipódromo de Tokio (Fuchū (Tokio)), donde se disputa el Japan Cup.
- Nakayama Racecourse (Funabashi (Chiba)), donde se disputa el Arima Kinem (Nakayama Grand Prix).
- Kyoto Racecourse (Kioto)
- Hanshin Racecourse (Takarazuka, Hyogo)
- Chukyo Racecourse (Toyoake (Aichi))
- Sapporo Racecourse (Sapporo)
- Hakodate Racecourse (Hakodate)
- Hipódromo de Fukushima (Fukushima (Fukushima))
- Niigata Racecourse (Niigata (Niigata))
- Kokura Racecourse (Kitakyūshū (Fukuoka))

National Association of Racing
- Mombetsu Racecourse (Hidaka, Hokkaido)
- Morioka Racecourse (Morioka (Iwate))
- Mizusawa Racecourse (Ōshū (Iwate))
- Urawa Racecourse (Minami-ku, Saitama, Saitama)
- Funabashi Racecourse (Funabashi (Chiba))
- Ohi Racecourse (Shinagawa (Tokio))
- Kawasaki Racecourse (Kawasaki-ku, Kawasaki, Kanagawa)
- Kanazawa Racecourse (Kanazawa (Ishikawa))
- Kasamatsu Racecourse (Kasamatsu, Gifu)
- Nagoya Racecourse (Minato-ku, Nagoya, Aichi)
- Sonoda Racecourse (Amagasaki (Hyōgo))
- Kochi Racecourse (Kōchi (Kōchi))
- Saga Racecourse (Tosu, Saga)

### Hipódromos en Kazajistán
- Hipódromo de Almatý, en Almatý.
- Hipódromo de Kazanat, en Astaná.
- Hipódromo de Nurdaulet, en Aktobe.
- Hipódromo de Pavlodar, en Pavlodar.

### Hipódromo en Líbano
- Hipódromo de Beirut, en Beirut.

### Hipódromos en Malasia
Malayan Racing Association
- Club Hípico de Penang (Penang)
- Perak Turf Club (Ipoh)
- Club Hípico de Selangor (Kuala Lumpur)

Otros Hipódromos
- Royal Sabah Turf Club (Tuaran)
- Sarawak Turf Club (Kuching)

### Hipódromos en Pakistán
- Club de Carreras de Karachi
- Club de Carreras de Lahore
- Club de Carreras de Rawalpindi

### Hipódromo en Singapur
- Hipódromo de Kranji en Singapur, donde se disputa el Singapore International Cup. Pertenece al Singapore Turf Club.

## Hipódromos de África

### Argelia
- Hipódromo Abdelmadjid Aouchiche (Caroubier, Argel)
- Hipódromo Antar Ibn Cheddad (Es Senia)
- Hipódromo International Emir Abdelkader (Zemmouri, Bumerdés)
- Hipódromo Bazer Sakhra (El Eulma, Sétif)
- Hipódromo Ghellab Attia (M'Sila)
- Hipódromo Sidi Nail (Djelfa)
- Hipódromo Guiri Aissa Ben Sakher (Barika, Batna)
- Hipódromo Kaïd Ahmed (Tiaret)
- Hipódromo Parc Des Loisirs (Laghouat)

### Kenia
- Hipódromo de Ngong, en Nairobi.

### Madagascar
- Hipódromo de Bevalala, en Antananarivo.
- Hipódromo de Mahazina, en Ambatolampy.

### Marruecos
- Hipódromo Souissi, en Rabat.
- Hipódromo d'Anfa, en Casablanca.
- Hipódromo Lalla Malika, en El-Yadida.
- Hipódromo de Settat, en Settat.
- Hipódromo de Khémisset, en Khemisset.
- Hipódromo de Méknes, en Mequinez.

### Mauricio
- Hipódromo Champ de Mars, en Port Louis.

### Sudáfrica
- Arlington Racecourse, en Puerto Elizabeth (Cerrado).
- Clairwood Park, en Durban (Cerrado).
- Durbanville Racecourse, en Ciudad del Cabo.
- Fairview Racecourse, en Puerto Elizabeth.
- Flamingo Park, en Kimberley.
- Greyville Racecourse, en Durban.
- Kenilworth Racecourse, en Ciudad del Cabo.
- Scottsville Racecourse, en Pietermaritzburg.
- Turffontein Racecourse, en Johannesburgo. Pertenece al Johannesburg Turf Club.
- Vaal Racecourse, en Sasolburg.

### Túnez
- Hipódromo de Ksar Saïd, en Túnez.
- Hipódromo de Monastir, en Monastir.
- Hipódromo de Meknassi, en Meknassy.
- Hipódromo de Ben Guerdane, en Ben Gardane.

### Zimbabue
- Borrowdale Park, en Harare.

## Hipódromos de Oceanía

### Australia
- Hipódromo de Flemington, en Melbourne, donde se disputa el Melbourne Cup,[2] pertenece al Victoria Racing Club.[3][4]
- Hipódromo del Parque Belmont, en Perth.
- Hipódromo de Rosehill, en Sídney.
- Hipódromo de Randwick, en Sídney.

### Nueva Zelanda
- Hipódromo del Parque Riccarton, en Christchurch.
- Hipódromo de Trentham, en Wellington.

### Nueva Caledonia
- Hippodrome Henri Milliard, en Numea.
- Hippodrome Robert Dummté, en Tené, Bourail.
- Hippodrome Banu, en La Foa.
- Hippodrome de Boulouparis, en Boulouparis.